# Rob Gonsalves
Rob Gonsalves (* 1959 in Toronto, Ontario; † 14. Juni 2017) war ein kanadischer Künstler, dessen Arbeiten größtenteils dem Magischen Realismus zuzuordnen sind.

## Biografie
Rob Gonsalves entdeckte in seiner Kindheit das Interesse für die Kunst, als ihn bunte Reklame zunehmend faszinierte. Im Alter von zwölf Jahren begeisterte ihn die Architektur vieler Gebäude und deren perspektivische Darstellung auf Bildern. Er begann selbst, die Anfertigung von perspektivischen Gemälden zu üben. Nachdem er sich später mit den Werken von Salvador Dalí beschäftigt hatte, fing er an, sich in den Surrealismus einzuarbeiten. Außerdem wurde sein Stil stark durch den von M. C. Escher beeinflusst. Gonsalves pflegte jedoch, im Gegensatz zu Escher, sehr farbenfrohe Bilder zu malen. Während der fortschreitenden Jahre an einer Universität arbeitete Rob Gonsalves als Architekt und nebenbei als Bühnenbildner.

## Werk
Obwohl Gonsalves’ Bilder auf den ersten Blick dem Surrealismus zuzuordnen zu sein scheinen, unterscheiden sie sich stark von dieser Kunstrichtung. Als Motive dienen Rob Gonsalves vor allem alltägliche Szenen, wie etwa schaukelnde Kinder. Des Weiteren werden nur Dinge dargestellt, die es in Wirklichkeit gibt, deren Position und Größe jedoch Täuschungen hervorrufen, die in Wahrheit unmöglich sind. Ein Beispiel dafür ist 'Wilderness Gothic', in dessen Vorgrund große Kirchen oder Kathedralen mit grünen Dächern stehen. Die Dächer gehen, je weiter im Hintergrund, immer mehr in einen Nadelwald über, der ebenso grün ist. Die Bilder von Rob Gonsalves erinnern auch stark an die von René Magritte.

## Zitate
- „Ich glaube, dass es im Leben echte Magie gibt. Manchmal hängt es vom eigenen Blickwinkel ab, ob man sie erkennt. Kunst zu schaffen ist für mich die Suche nach diesem Blickwinkel, wo Magie und Wunder des Lebens nicht mehr als Illusion erscheinen, sondern als grundlegende, oft verborgene Wahrheit.“